# Mount Majura
A Mount Majura egy hegy az ausztrál főváros, Canberra tőszomszédságában és egyben a főváros legmagasabb pontja 888 méteres tengerszint feletti magassággal. A Mount Majura hegy közel fekszik a nála jóval magasabb Mount Ainslie hegyhez. A környék magasabb hegyei még a Mount Taylor, a Mount Mugga Mugga, a Mount Stromlo és a Black Mountain.

## Elnevezése
A hegy elnevezése Robert Campbelltől származik, aki a hegy környékén letelepedett első telepesek legelső polgármestere volt. Úgy hírlik, hogy egy indiai helységről kapta a nevét a hegy. Valójában a pontos helye, amelyről elnevezték, eléggé zavaros. Mindenesetre a hely névadója, Campbell elég sok időt töltött Indiában, miközben az európai és az ausztrál kereskedelmi ügyeket intézte. Egyesek szerint a Mount Majura név az indiai Szúrát közelében fekvő Majura Gate-ről kapta nevét. Ennek ellenére a Campbell&Co indiai irodái Kolatában voltak.

## Canberra Természetvédelmi Park
A Mount Majura a Canberra Természetvédelmi Park részét képezi. Hackett külvárostól keletre, Canberra északi szélén. A hegycsúcson egy radarállomás található, valamint a repülőgépek figyelmeztetésére szolgáló vörös színű jelzőfény, amely a közeli Canberra Nemzetközi Repülőtér le-, illetve felszálló gépeinek biztosítja a zavartalan közlekedést. A radarállomáson elsődleges és másodlagos antennák is találhatóak, amelyek továbbítják többek közt a Telstra, Optus, Vodafone hálózatainak jeleit, valamint itt található az adótornya a Canberra Amatőr Rádióklubnak. A hegytetőre vezető út le van zárva a közforgalom elől, mivel azt csak és kizárólag a radarállomás személyzete használhatja. Ettől eltekintve népszerű sétautak vezetnek a hegyoldalakon, melyek a közeli Ainslie és Hackett városrészekből indulnak. Kiterjedt kerékpáros útvonalak is találhatóak a hegy keleti oldalán, melyet a helyiek Majura Pines néven ismernek. A hegyet leginkább őshonos ausztrál fafajok borítják, elsősorban eukaliptuszok.

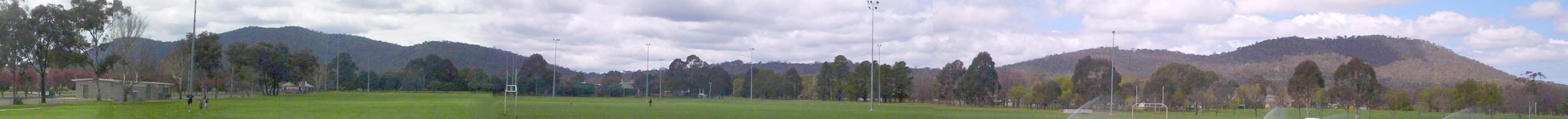
A Mount Majura és a Mount Ainslie látképe

## Majura-hegyi katonai gyakorlótér
A Mount Majura keleti részén lévő katonai gyakorlótér (angolul Majura Range Military Training Area, MTA) létesítményei az Ausztrál Védelmi Minisztérium irányítása alá tartoznak. A területet leginkább az ausztrál hadsereg katonái használják, akik szárazföldi gyakorlatokat és készségfenntartó lövészeteket tartanak itt. Az MTA közel fekszik a Duntroon Királyi Katonai Akadémia (Royal Military College, Duntroon), valamint az Ausztrál Védelmi Erők Akadémiája (Australian Defence Forces Academy), amely egységek is gyakran használják a területet.

## Fordítás
Ez a szócikk részben vagy egészben  a   Mount Majura című angol Wikipédia-szócikk ezen változatának fordításán alapul.  Az eredeti cikk szerkesztőit annak laptörténete sorolja fel. Ez a jelzés csupán a megfogalmazás eredetét és a szerzői jogokat jelzi, nem szolgál a cikkben szereplő információk forrásmegjelöléseként.